# Берлинго
Берлинго (итал. Berlingo) је насеље у Италији у округу Бреша, региону Ломбардија.
Према процени из 2011. у насељу је живело 1656 становника. Насеље се налази на надморској висини од 121 м.

## Становништво
| 1931. | 1936. | 1951. | 1961. | 1971. | 1981. | 1991. | 2001. | 2011. |
| ----- | ----- | ----- | ----- | ----- | ----- | ----- | ----- | ----- |
| 1.235 | 1.327 | 1.639 | 1.488 | 1.480 | 1.595 | 1.682 | 1.861 | 2.582 |